# 에리크 오르세나
에리크 오르세나(Érik Orsenna, 1947년 3월 22일 ~ )는 프랑스의 작가이다.
에리크 오르세나는 1947년 파리에서 태어났다. 오르세나는 필명이고 본명은 에리크 아르누(Erik Arnoult)로, 천부적인 유머와 재치, 프랑스의 역사와 말에 대한 깊은 관심과 애정이 묻어 나오는 글로 전 프랑스 국민의 사랑을 받고 있는 작가이다. 대학에서 철학과 정치학을 공부하다가 전공을 바꿔 런던 정경 대학에서 경제학으로 박사 학위를 받은 다음 11년 동안 파리1대학과 고등사범학교에서 국제 금융과 개발 경제학을 가르쳤다.
그리고 1981년 국제협력부의 고문으로 사회당 정부와 인연을 맺은 뒤 미테랑 대통령의 문화 보좌관 겸 연설문 초안 대필자, 최고행정재판소 심의관, 국립 고등조경학교 학장, 국제해양센터 원장 등 주요 공직을 두루 거쳤다. 그가 발표한 다수의 격조 높은 소설과 에세이들은 이러한 공직을 수행하는 동안 이루어졌다.
1998년에는 작가로서 최고의 영예인 프랑스 학술원의 회원으로 지명됨으로써 프랑스를 대표하는 지성임을 공식적으로 인정받았다.

## 작품 목록

### 소설
- 『로잔에서 산 것과 같은 삶』으로 1978년 로제 니미에상 수상(1977년)
- 『식민지 박람회』로 1988년 공쿠르상 수상(1988년)
- 『로욜라의 블루스』(1974년)
- 『어떤 프랑스 희극』(1980년)
- 『큰 사랑』(1993년)
- 『아홉 대의 기타로 엮은 세계사』(1996년)
- 『오랫동안』(1998년)
- 『행복한 남자 앙드레 르 노트르(1613 ~ 1700년)의 초상』(2000년)
- 『문법은 감미로운 노래』(2001년)
- 『마담 바』(2003년)

### 시나리오
- 영화 「인도 차이나」시나리오 집필